# Kunitaka Sueoka
Kunitaka Sueoka (末岡 圀孝, Sueoka Kunitaka, Hiroshima, 1 februari 1917 – November 1998) was een Japans voetballer die als verdediger speelde.

## Carrière
Sueoka speelde voor Waseda-universiteit. Sueoka veroverde er in 1938 de Beker van de keizer.

## Japans voetbalelftal
Kunitaka Sueoka maakte op 16 juni 1940 zijn debuut in het Japans voetbalelftal tijdens een 2600th National Foundation Festival tegen Filipijnen. Kunitaka Sueoka debuteerde in 1940 in het Japans nationaal elftal en speelde 1 interland.

## Statistieken
| Japans voetbalelftal | Japans voetbalelftal | Japans voetbalelftal |
| Jaar                 | Wed.                 | Dlp.                 |
| -------------------- | -------------------- | -------------------- |
| 1940                 | 1                    | 0                    |
| Totaal               | 1                    | 0                    |